# تپه برد نگان
تپه برد نگان مربوط به دوران پیش از تاریخ ایران باستان است و در شهرستان ممسنی، روستای سعادت واقع شده و این اثر در تاریخ ۱۶ مهر ۱۳۷۹ با شمارهٔ ثبت ۲۷۸۲ به‌عنوان یکی از آثار ملی ایران به ثبت رسیده است.